# العلاقات النرويجية الهندية
العلاقات النرويجية الهندية هي العلاقات الثنائية التي تجمع بين النرويج والهند.

## مقارنة بين البلدين
هذه مقارنة عامة ومرجعية للدولتين:
| وجه المقارنة                                              | النرويج                                                   | الهند                       |
| --------------------------------------------------------- | --------------------------------------------------------- | --------------------------- |
| المساحة (كم2)                                             | 385.21 ألف                                                | 3.29 مليون                  |
| عدد السكان (نسمة)                                         | 5.33 مليون                                                | 1.35 مليار                  |
| الكثافة السكانية (ن./كم²)                                 | 13.84                                                     | 410.33                      |
| العاصمة                                                   | أوسلو                                                     | نيودلهي                     |
| اللغة الرسمية                                             | بوكمول، لغات السامي، نينوشك، اللغة النرويجية              | اللغة الهندية، لغة إنجليزية |
| العملة                                                    | كرونة نروجية                                              | روبية هندية                 |
| الناتج المحلي الإجمالي (بليون دولار)                      | 398.83 مليار                                              | 2.60 تريليون                |
| الناتج المحلي الإجمالي (تعادل القوة الشرائية) بليون دولار | 322.23 مليار                                              | 8.00 تريليون                |
| الناتج المحلي الإجمالي الاسمي للفرد دولار أمريكي          | 74.40 ألف                                                 | 1.60 ألف                    |
| الناتج المحلي الإجمالي للفرد دولار أمريكي                 | 65.61 ألف                                                 | 5.70 ألف                    |
| مؤشر التنمية البشرية                                      | 0.944                                                     | 0.609                       |
| رمز المكالمات الدولي                                      | +47                                                       | +91                         |
| رمز الإنترنت                                              | .no                                                       | .in، .भारत ‏، .بھارت ‏،        |
| المنطقة الزمنية                                           | ت ع م+01:00، ت ع م+02:00، توقيت وسط أوروبا، أوروبا/أوسلو ‏ | ت ع م+05:30، توقيت الهند    |

## مدن متوأمة
في ما يلي قائمة باتفاقيات التوأمة بين مدن نرويجية وهندية:
- ترتبط ترومسو مع بونه باتفاقية توأمة منذ 10 يوليو 1972.

## منظمات دولية مشتركة
يشترك البلدان في عضوية مجموعة من المنظمات الدولية، منها:
| علم المنظمة | اسم المنظمة                        | تاريخ انضمام النرويج | تاريخ انضمام الهند |
| ----------- | ---------------------------------- | -------------------- | ------------------ |
|             | منظمة التجارة العالمية             | 1995                 | 1995               |
|             | الاتحاد البريدي العالمي            | ?                    | ?                  |
|             | يونسكو                             | 4 نوفمبر 1946        | 4 نوفمبر 1946      |
|             | الفريق المعني برصد الأرض           | ?                    | ?                  |
|             | مؤسسة التمويل الدولية              | 20 يوليو 1956        | 20 يوليو 1956      |
|             | بنك التنمية الآسيوي                | 1966                 | 1966               |
|             | منظمة حظر الأسلحة الكيميائية       | ?                    | ?                  |
|             | مؤسسة التنمية الدولية              | 24 سبتمبر 1960       | 24 سبتمبر 1960     |
|             | نظام تحكم تكنولوجيا القذائف        | 1990                 | 2016               |
|             | وكالة ضمان الاستثمار متعدد الأطراف | 9 أغسطس 1989         | 6 يناير 1994       |
|             | الاتحاد الدولي للاتصالات           | 1866                 | 1869               |
|             | منظمة الشرطة الجنائية الدولية      | ?                    | ?                  |
|             | الأمم المتحدة                      | 27 نوفمبر 1945       | 30 أكتوبر 1945     |
|             | البنك الدولي للإنشاء والتعمير      | 27 ديسمبر 1945       | 27 ديسمبر 1945     |
|             | المنظمة الهيدروغرافية الدولية      | ?                    | ?                  |
|             | البنك الإفريقي للتنمية             | 1963                 | ?                  |

## أعلام
هذه قائمة لبعض الشخصيات التي تربطها علاقات بالبلدين:
- توماس بيريرا (لاعب كرة قدم نرويجي، 12 يونيو 1973 – )
- هارميت سينغ (لاعب كرة قدم نرويجي، 12 نوفمبر 1990[25] – )

## وصلات خارجية
- موقع وزارة الخارجية النرويجية
- موقع وزارة الخارجية الهندية